# Небојша Глоговац
Небојша Глоговац (Требиње, 30. август 1969 — Београд, 9. фебруар 2018) био је српски филмски, телевизијски и позоришни глумац.
Био је члан Дечје драмске групе Радио-телевизије Србије, а глумачку каријеру започео је у Атељеу младих у Панчеву. Године 1996. добио је стипендију од Југословенског драмског позоришта и улогу у представи Велика пљачка, у режији Дејана Мијача на сцени Атељеа 212. Када је био дете појавио се у телевизијској серији Приче из Непричаве, 1981. године. Прву филмску улогу остварио је 1993. године у краткометражном филму Реквијем за један сан у главној улози, а након тога исте године у драми Рај Петра Зеца, где је такође био један од главних глумаца. Након што је скренуо пажњу на свој таленат, добио је улогу у филму редитеља Горчина Стојановића, Убиство с предумишљајем (1995).
Играо је главне улоге у остварењима Убиство с предумишљајем, Буре барута, Небеска удица, Кад порастем бићу Кенгур, Клопка, Хадерсфилд, Жена са сломљеним носем, Бранио сам Младу Босну, Кругови, Равна гора и Устав Републике Хрватске. Вишеструко је награђиван за улоге у позоришту и на филму, а издвајају се Стеријина награда, Цар Константин у Нишу и Златна арена у Пули за најбољу мушку улогу.
Преминуо је после кратке и тешке болести, у Институту за онкологију и радиологију Србије у Београду, 9. фебруара 2018. године.

## Биографија
Небојша Глоговац је рођен 30. августа 1969. у Требињу у СР Босни и Херцеговини од оца Милована и мајке Милене Глоговац, а са поносом је истицао то што је Херцеговац. Са породицом се из Требиња преселио у Опово, 1974. године, а након годину и по дана у Панчево, где је Небојшин отац добио службу као прота у Успенској цркви.
Прве године животе Небојша је провео у Требињу у делу града који се зове Брегови. Рано детињство провео је играјући се са децом у дворишту у близини Бегове куће. Као дете имао је жељу да постане полицајац, због милиционера Јована Буља, који је био његов први идол.
Током похађања основне школе „Јован Јовановић Змај”, похађао је и Музичку школу „Јован Бандур”, одсек за кларинет. Након завршетка основне школе, није имао довољно бодова за гимназију, па је уписао Техничку школу 23. мај и после пола године пребацио се у гимназију.  Похађао  је Гимназију Урош Предић у Панчеву, такозвано усмерено образовање, а након треће године се определио за природни смер.
Након средње школе уписао је студије психологије на Филозофском факултету у Београду. Након две године студија предомислио се и 1990. године је уписао глуму на београдском Факултету драмских уметности у класи професора Владимира Јевтовића. Асистенткиња на пријемном испиту за ФДУ, Глоговцу је била Горица Поповић, а он је на полагању рецитовао песму „Враголије”, Бранка Радићевића, имитирао Шекија Турковића са песмом Погледај ме једном нежно и Веру Матовић са песмом Хало, хало где идеш вечерас. Заједно са Глоговцем студирали су Наташа Нинковић, Нела Михаиловић, Даниела Кузмановић, Данијела Угреновић, Каролина Цимеша, Војин Ћетковић, Сергеј Трифуновић и Борис Пинговић. Асистенти на класи биле су Варја Ђукић и Гордана Марић. Током студирања, имао је улогу школског друга Слободана Попадића у серији Бољи живот (1987).
Током похађања средње школе, од 1985. године и током студирања на Филозофском факултету у Београду, Глоговац је био члан Атељеа младих у Панчеву, а у њему остао до 1990. године, када уписује Факултет драмских уметности на наговор Миленка Заблаћанског и убрзо након тога постаје члан Југословенског драмског позоришта. Прву улогу у Атељеу младих имао је у представи Мушица, у децембру 1989. године, а представу је режирао Миленко Заблаћански, по мотивима Ежена Јонеског. Прву професионалну улогу Глоговац је одиграо у Културном центру Панчево 1990. године у представи Живела слобода, где је тумачио улогу Немца.
Када је имао дванаест година, постао је члан Дечје драмске групе студија Радио Београда, код Мирослава Мике Алексића, где се задржао пуних шест година и играо у неколико представа. Године 1981. први пут се појавио на телевизији, где је имао малу улогу у телевизијској серији Приче из Непричаве.
Поред тога што се бавио глумом, био је страствени љубитељ јахања, паса, билијара, бекгемона, аутомобила и мотора, волео је кување, а у детињству тренирао је рукомет. Волео је да црта, а од студентских дана до смрти писао је поезију. Био је члан Удружења за галопски спорт Србије и Удружења драмских уметника Србије. Навијао је за Црвену звезду и био је кандидат за члана Скупштине ФК Црвена звезда на првим непосредним изборима 2012. године. Заједно са колегом Гораном Шушљиком основао је филмску продукцијску кућу Eye to Eye чији првенац је био филм Хадерсфилд.
Глоговац је био званични промотер дерби утакмице 8. кола плеј-офа Суперлиге Србије у рукомету између Партизана и Црвене звезде која је одиграна у марту 2014. године, а била је хуманитарног карактера, како би се помогло угроженима од поплава у Србији.
У Београду је живео на Гундулићевом венцу, кратко на Бежанијској Коси, а потом на Дорћолу.
Поред глумачког ангажмана, предавао је глуму у Театру 78, у оквиру школе глуме „Први кораци” у Београду и у школи глуме „Маска”.
Глумио је у великом броју хуманитарних представа за децу, донирао новац за обнову цркви и манастира и више пута помагао новчано своје колеге са глумачке сцене. Године 2009. појавио се у рекламном споту, у оквиру кампање која је промовише борбу против рака дојке. Наредне године ошишао је прамен косе као знак подршке деци оболелој од рака и њиховим родитељима, у оквиру акције Прамен наде. Учествовао је у хуманитарној акцији WannaGive — Јер је туђа срећа и моја срећа, коју је организовао Уницеф и магазин Wannabe. Био је један од учесника кампање акције „Негујмо српски језик”.
Глоговчеве приче о заједништву човека и пса заступљене су у књигама Шапа у руци и Сјај у очима. Заступљен је у књигама Неиспричане приче из 2018. године, хрватског редитеља Рајка Грлића и Не дамо светиње, српског песника Славка Перошевића. Заступљен је и у документарном филму Крак мање из 2023. године који говори о карциному плућа, где је његов отац причао о Небојшиној борби против ове болести.
Глоговчеви глумачки узори били су совјетски и руски глумац Инокентиј Смоктуновски и српски глумац Миленко Заблаћански. Више пута је одбијао улоге у страним филмовима, онима које је сматрао пропагандним по српски народ, укључујући улогу у филму У земљи крви и меда. Такође је истицао да није заинтересован за каријеру у иностранству, где би глумио словенске макрое и криминалце, као и зато јер у Србији има утемељен статус глумца.

## Породица
Глоговац води порекло из Драмишева, а његова породица је пореклом са Косова и Метохије, презиме су добили по насељу Глоговац. Половином 19. века његова породица је преко Црне Горе дошла у Херцеговину. Његови преци су се настанили у Братачу и Драмишеву и сви славе Ђурђевдан.
Рођен је у породици свештеника Милована из Драмишева и кројачице Милене Глоговац (девојачко Самарџија) из Невесиња. Његов отац је након завршене основне школе уписао богословију „Светог Саве“ у Београду 1962. године, а 1968. се оженио Миленом, Небојшином мајком. Небојша је имао осам година млађу сестру Бојану која је психолог, а рано детињство провео је у породичној кући деде Гаврила и бабе Даринке у брдском селу Драмишеву, недалеко од Невесиња. Небојшин деда Гаврило био је четник и одлежао је десет година у затвору у Фочи због тога што није хтео да приступи партизанима и зато што је заједно са другим мештанима отерао партизанску јединицу из села Драмишева.
У периоду од 1997. до 2014. године Небојша је био ожењен Мином Глоговац, сликарком и доцентом на предмету Сликарске технике на Факултету примењених уметности у Београду. Мина и Небојша упознали су се у ноћном клубу Звезда у Београду, а венчали се 30. августа 1997. године, на његов 28. рођендан. Из брака са њом има двоје деце — Гаврила, рођеног 1999. године и Милоша, рођеног 2001. године, који је завршио Пету београдску гимназију, а 2020. године уписао Факултет драмских уметности у Београду, смер за филмску и ТВ режију.
Две године након развода, Глоговац је добио треће дете, ћерку Сунчицу, са супругом Милицом Шћепановић, јога инструкторком и бившом новинарком, а живели су на Дорћолу. Шћепановићеву је упознао након премијере филма Хадерсфилд, када му је она, као новинарка, пришла да га интервјуише. Његов венчани кум и кум деце из брака са Мином Глоговац је Војин Ћетковић.
Глоговчева мајка Милена преминула је 8. новембра 2019. године. Глоговчев отац Милован, панчевачки парох у пензији, преминуо је 16. фебруара 2024. године у Београду.

## Глумачка каријера

### 1987—2000.
Глумачку каријеру започео је у Атељеу младих у Панчеву, чији је био члан од 1985. до 1990. године.
На другој години Факултета драмских уметности у Београду добио је улогу улогу у представи Велика пљачка, у режији Дејана Мијача, на сцени позоришта Атеље 212, која је премијерно изведена 9. августа 1992. године.
 У Југословенском драмском позоришту дебитовао је у представи Лажни цар Шћепан Мали, у улози Ника Ђурова, 24. јула 1993. године. Након тога уследиле су улоге у представама Троил и Кресида, Рођаци из најбољих дана, Парабелум и многе друге. Убрзо након тога постао је стипендиста,  1996. године и стални члан Југословенског драмског позоришта.
Прву озбиљну телевизијску улогу остварио је 1987. године, када се појавио у неколико епизода серије Бољи живот, где је имао малу улогу школског друга Слободана Попадића. Глоговац се на филму први пут појавио 1993. године у главној улози краткометражног филма Реквијем за један сан, редитеља Милоја Поповића. У драми Рај, Петра Зеца, која је премијерно приказана 1993. године, био је један од главних глумаца, у улози Биримића, пријатеља Милоша Црњанског, којег је тумачио Тихомир Станић.
Запажену улогу имао је у представи Тамна је ноћ, која је премијерно изведена 1993. године у Култ театру, доживела три стотине извођења, постала једна од најкомерцијалнијих представа и играла се на турнејама у Сједињеним Државама и Канади.
Године 1994. добио је улогу Фадила, војника ЈНА, у ратној драми Боре Драшковића Вуковар, једна прича.
Након што је скренуо пажњу на свој таленат, добио је улогу у филму редитеља Горчина Стојановића Убиство с предумишљајем (1995), у ком је тумачио лик Богдана, рањеног на ратишту у Босни, који са нестрпљењем чека опоравак како би се вратио назад. За ову улогу добио је награду за најбољу мушку улогу Цар Константин на Филмском фестивалу у Нишу.
Године 1996. добио је Награду Ардалион за улогу Владимира у представи У потпалубљу. Значајну улогу у својој каријери одиграо је и 1997. године у акционој драми До коске, режисера Слободана Скерлића. У овом филму, Глоговац је добио улогу Симкета, младог криминалца. Уследила је улога у ТВ филму Покондирена тиква 1997. године, у режији Петра Зеца, где је Глоговац тумачио лик Јована. Године 1998. заиграо је у ТВ серији Породично благо (1998—2002) у улози Златка Гавриловића, након које је стекао велику популарност.
На сцени Звездара театра играо је Милана Срећковића у Српској драми, 5. марта 1994. године, младића у позоришном комаду Парабелум, Срђана Кољевића, премијерно 18. фебруара 1998. године и многе друге улоге.
У краткометражном филму Хотел Београд из 1998. године тумачио је лик Игора, а након тога заиграо и у филму Буре барута, редитеља Горана Паскаљевића. Исте године играо је у једној од главних улога у филму Спаситељ, где је тумачио Вериног брата, силоване Српкиње која је рат провела у заробљеничком кампу. Уследила је улога главног лика, Марка, у филму Рањена земља, чија радња се одвија у једном београдском склоништу током НАТО бомбардовања СРЈ.
Године 2000. заиграо је у филму Небеска удица, где је тумачио лик Каје, младог и перспективног кошаркаша. На филмском фестивалу у Берлину, где је филм Небеска удица учествовао у главном програму, критичари су хвалили глуму Глоговца, поредили га са Џорџом Клунијем и називали га словенским Томом Хенксом.
На основу вишемесечне анкете, дневне новине Вечерње новости саставиле су 2000. године списак најбољих глумаца и глумица Србије, а Глоговац је заузео 50. место.

### 2001—2010.
Почетком 2001. године Глоговац је добио улогу у филму Муње!, где је тумачио улогу подмитљивог полицајца, који је склон лаким дрогама, а исте године глумио је Тому, возача амбулантних кола у филму Нормални људи. Наредне године глумио је у филмовима Класа 2002 као Небојша, хорору Т. Т. Синдром, где је тумачио улогу Вакија и у филму Држава мртвих, режисера Живојина Павловића и Динка Туцаковића, где је Глоговац тумачио лик Горазда Крањца.
На 38. Филмским сусретима у Нишу 2003. године, заједно са Војином Ћетковићем био је у саставу жирија фестивала.
Године 2004. у улози таксисте Живца глумио је у филму Радивоја Андрића, Кад порастем бићу Кенгур, филму који је освојио награду Пропелер Мотовуна на Мотовунском филмском фестивалу у конкуренцији „Од А до А” (награда за најбољи филм у региону од Аустрије до Албаније) и Награду за најбољи сценарио на Фестивалу филмског сценарија у Врњачкој Бањи 2004. године. Наредних година глумио је у ТВ серији Лифт (2002) као официр Првослав Гајин и у серији Кошаркаши, где је тумачио улогу тренера Жарета.
Године 2005. у улози таште глумио је у кратком филму Свадба, а наредне 2006. године у улози доктора Мила Петровића, у филму Оптимисти, редитеља Горана Паскаљевића.
У криминалном трилеру Клопка (2007), Глоговац је добио главну улогу, Младена, грађевинског инжењера, који на све начине покушава да заради новац, да би излечио свог тешко болесног сина. Филм је 2007. године добио награду за најбољи сценарио на Фестивалу филмског сценарија, награде на фестивалима у Минску, Милану и Лијежу, а Глоговац награду за најбољу мушку улогу у филму. У филмској драми Хадерсфилд тумачио је улогу Ивана, бившег џудисте, који је прошао кроз серију психотичних епизода и лечења у менталним институцијама, пре него што се коначно крстио у православној цркви. Поред тога што је имао једну од главних улога у овом филму, Глоговац је био и продуцент филма. За ову улогу добио је Статуету „Слобода” за најбољу мушку улогу на Филмском фестивалу у Сопоту и Гранд при „Наиса”, награду публике у Нишу, 2007. године. За улогу Ивана у позоришној представи Хадерсфилд, која је извођена широм Србије, у Сједињеним Државама и Канади Глоговац је добио Гран при за најбољу мушку улогу у Брчком, Награду Милош Жутић од стране Удружења ликовних уметника Србије, Статуету „Давид Штрбац” у Бања Луци и Награду Зоран Радмиловић, најбољем глумцу Фестивала за улогу Ивана, у Зајечару.
Године 2008. у популарној ТВ серији Вратиће се роде појавио се у четири епизоде, у улози Бориног и Периног оца, а неколико месеци касније и у серији Мој ујак, као ујак у 13 епизода. Исте, 2008. године глумио је и у серији Мој рођак са села у улози оца Милутина, у 15 епизода, као и у документарно—играном филму Здравка Шотре, Кнежевина Србија, у улози кнеза Михаила Обреновића.
У првом српском дугометражном анимираном филму Технотајз: Едит и ја (2008) Глоговац је позајмио глас лику Едију. Године 2009. глумио је Бору у хрватском филму Кењац, а наредне 2010. године добио главну улогу у филму Жена са сломљеним носем, где је тумачио лик Гаврила Буколе, избеглице из Босне и Херцеговине, који ради као таксиста у Београду. За ову улогу, Глоговац је добио награду за најбољу мушку улогу на Филмском фестивалу Cinema city у Новом Саду 10. јуна 2010. године и 2017. године, главну фестивалску награду Гранд при „Наиса”, на Фестивалу глумачки остварења филмских сусрета у Нишу. Након низа филмских и позоришних улога, Глоговац је глумио полицајца Данета, 2010. године у црној комедији 72 дана, сниманој у хрватско-српској копродукцији, а потом и у филму Бели, бели свет (2010) у улози Златана. У периоду од 2010 — 2011. године глумио је у босанскохерцеговачкој хумористичкој ТВ серији Луд, збуњен, нормалан у улози Грдобе. Крајем 2010. појавио се у једној епизоди хрватске хумористичке серије Инструктор као таксиста.

### 2011—2018.
Почетком 2011. године глумио је саобраћајца у ТВ серији Игра истине, чије снимање је прекинуто након само једне снимљене епизоде. Године 2012. добио је улогу у кратком филму Залет и у ТВ серији Војна академија, где се нашао у улози Црног. Исте, 2012. године глумио је и у филмовима Кад сване дан као Малиша, у филму Артиљеро као Злаја и у краткометражном хрватском филму Изван сезоне као Ђино.
У марту 2012. године, заједно са Бојаном Ординачев, Вуком Костићем, Виктором Савићем и Наташом Нинковић био је члан жирија филмског такмичења J Factory.
Године 2013. глумио је у антиратној мелодрами Кругови, у улози Небојше. Филм је освојио велики број награда на домаћим и светским фестивалима, а Глоговац награду за најбољу мушку улогу у филму на Синема сити међународном фестивалу. У дебитанском филму Косте Ђорђевића С/Кидање (2013), Глоговац је тумачио улогу Бојана, а исте године појавио се у другој сезони серије Жене са Дедиња, у улози Емила, хрватској серији Stella, у улози Лукаса Гаврана и у једној епизоди ТВ серије Отворена врата, у улози Достојевског. Од 2013. до 2014. године глумио је у серији Драмска трилогија 1941—1945 у улози четничког команданта Драгољуба Михаиловића. Године 2014. глумио је у француском кратком драма филму Сторжина у улози Драгана, као и у филму Дечаци из улице Маркса и Енгелса. Заједно са Катарином Гојковић, Николом Вуковићем и Ањом Кнежевић снимио је дечју песму Мој ујак и ја, која се нашла на музичком албуму Дечје заврзламе и остале керефеке за маме, тате, баке и деке Радивоја Радивојевића из 2014. године.
Након великог броја улога у филмовима, Глоговац је добио улогу у кратком филму Сјене (2014), где је глумио психијатра др Мартина Папенхајма. Исте, 2014. године добија улогу у омнибусу Једнаки, режисера Дејана Караклајића.
У филму Срђана Кољевића Бранио сам Младу Босну (2014), Глоговац је играо улогу Леа Пфефера, а 2015. године у истоименој серији, истог лика. Године 2015. у филму Енклава, који обрађује тему положаја Срба који су остали да живе на Косову и Метохији након 1999. године, Глоговац је добио улогу Војислава Арсића, сељака који живи на Косову и Метохији. Глоговац је значајну улогу остварио и у филму Радоша Бајића За краља и отаџбину (2015), где је по други пут у каријери тумачио лик Драгољуба Михаиловића. У Пожаревцу, 2015. године проглашен је Најбољим глумцем 20. Глумачке свечаности Миливоје Живановић, за улогу судије Адама у представи Разбијени крчаг, Југословенског драмског позоришта. У остварењу режисера Олега Новковића (2015), у филму Отаџбина, Глоговац је тумачио улогу Болета, успешног бизнисмена, а 2016. године у македонском филму Ослобођење Скопља, био је у улози Србина Душана.
У улози Едгара Хувера појавио се у мултимедијалном пројекту ФБИ — Досије Тесла, 2016. године, чији је аутор и редитељ Неле Карајлић. Пројекат је спроведен у филмски формат, а премијера је била 19. новембра 2016. године у Српском народном позоришту. Глоговац је често глумио у страним филмовима, па је тако у филму Устав Републике Хрватске из 2016. године тумачио улогу средњошколског професора Вјека Краља, за коју је добио награде Међународног удружења филмских новинара за најбољег глумца и многе друге. У периоду 2016 — 2018. године, глумио је у криминалистичкој серији Убице мог оца, где је тумачио улогу Јована Деспотовића. Годину 2017. започео је улогом оца Жике у кратком филму Тихи кутак Христов, а након тога исте године имао је улоге у филмовима Сага о три невина мушкарца као Дамјанов стриц и у хумористичком филму The Books of Knjige — Случајеви правде као Бледи Глобичић Прокопник.
У фебруару 2017. године учествовао је у снимању спотова за песме Превише и Ђаво је болестан бенда Коља и Гробовласници, чији је фронтмен Никола Пејаковић. Туристички портал Culture Trip у фебруару 2018. године уврстио је Глоговца међу десет најбољих српских глумаца.
Глумио је Вукана Немањића у девет епизода телевизијске серије Немањићи — рађање краљевине, која је премијерно приказана 17. фебруара 2018. године, а Глоговац је добио позитивне од публике. Остварио је и улогу српског сељака у филму Заспанка за војнике, за коју је добио позитивне критике, а режисер филма Предраг Гага Антонијевић упоредио је његов лик са Хамлетом, којег је Глоговац играо у истоименој представи. У филму Јужни ветар, који је премијерно приказан 25. августа 2018. године играо је у улози нарко-боса Голуба, за коју је такође добио овације публике и похвале од других глумаца. Улогу мајстора Цветка имао је у ТВ серији Пет, која је премијерно емитована 9. марта 2019. године. Остварио је улоге и у филмовима Мој јутарњи смех (као видовњак Милош) који је премијерно приказан 26. новембра у Комбанк дворани и у филму Апсурдни експеримент, чија премијера није реализована.
Глоговац је 2017. године добио главну улогу у српској криминалистичкој ТВ серији Беса, где је требало да глуми лик Уроша Перића. Након што је сазнао да болује од рака плућа одбио је снимање, а уместо њега лик Перића одглумио је Радивоје Буквић.
Добио је главну улогу у филму Отац, редитеља Срдана Голубовића, који је снимљен 2020. године, а требало је да глуми и у српско-америчком филму 48 сати и један минут.
Глоговац се појавио и у српској ТВ серији Јужни ветар, у прве четири епизоде, које су измонтиране од материјала из истоименог филма, али оне садрже и додатне сцене које нису биле виђене у филму. Прва епизода премијерно је емитована 19. јануара 2020. године на каналу РТС 1.

### Постхумно
У Културном центру Требиње 12. фебруара 2018. године приказан је филм Требиње своме Небојши који говори о богатој глумачкој каријери Глоговца.
Градска управа Панчева донела је 14. фебруара 2018. године одлуку да Културни центар Панчева” носи име „Центар за културу Небојша Глоговац”, у знак сећања на глумца, који је своју глумачку каријеру започео у овом центру и одрастао у Панчеву, али ова иницијатива ипак није усвојена.
На прослави 70. година од оснивања Југословенског драмског позоришта, 3. априла 2018. године, додељена му је награда Добричин прстен и тако је постао први глумац који је ову награду за животно дело добио постхумно.
Југословенска кинотека организовала је пројекције филмова од 6. до 9. марта 2018. године у којима је глумио Глоговац, у знак сећања на преминулог глумца.
У дворани Културног центра Панчево, 11. априла 2018. године одржано је Вече посвећено Небојши Глоговцу, у част преминулом глумцу. Програм је укључивао инсерте из филмова и позоришних представа у којима је Глоговац глумио. Исте вечери у Фоајеу Културног центра Панчево, отворена је изложба његових фотографија.
За најбоље глумачко остварење у позоришној сезони 2016/2017, Награда Милош Жутић додељена је постхумно Небојши Глоговцу од стране Удружења драмских уметника Србије, за улогу Хамлета у истоименој представи.
У мају 2018. године, на Филмском фестивалу јужне и источне Европе додељена му је постхумно награда за најбољег глумца у филму Устав Републике Хрватске, а за исту улогу и постхумно је добио и Специјалну награда за глумачки допринос кинематографији, 31. јула 2018. године у Котору. Дана 10. маја 2018. године, српском есејисти, филмском критичару и романописцу Горану Јовановићу припала је трећа награда „Есеј о глумцу” за текст „Небојша Глоговац: Глумачко излагање и страст у експресији”.
У Музеју Херцеговине у Требињу 8. августа 2018. године отворена је изложба награда и признања које је глумац добијао у својој каријери, под називом „Вјечни Небојша”, а трајала је до 12. августа. Након отварања изложбе у оквиру 6. Фестивала медитеранског и европског филма у Требињу, постхумно му је додељена награда Златни платан, за изузетан допринос евромедитеранској кинематографији.
У августу 2018. године постхумно му је додељено признање Херој 2018. на отварању четвртог витешког турнира Just out у манастиру Манасија код Деспотовца.
Група студената и сарадника Небојше Глоговца поставила је на његов рођендан, 30. августа 2018. године спомен плочу са његовим ликом на улазу зграде у Улици Страхињића Бана на Дорћолу, где је живео.
На 53. Филмским сусретима у Нишу приређен је омаж Небојши Глоговцу, на дан његовог рођења, под називом „Сећање на принца нашег филма”.
Скупштина општине Невесиње донела је одлуку да се Дом културе Невесиње назове Домом културе „Небојша Глоговац”, како би се исказало поштовање према прослављеном глумцу који се дичио херцеговачким пореклом. Дом културе је свечано именован у част Глоговца 8. новембра 2018. године.
Жири 12. филмског фестивала у Мостару, 3. децембра 2018. године доделио је Глоговцу награду за допринос на пољу филмске кинематографије.
У Филмској галерији Културног центра Београд од 21. децембра 2018. до 5. марта 2019. године трајала је изложба фотографија „Небојша Глоговац”, на којој се налазе фотографије глумца из великог броја филмова и позоришних представа у којима је глумио. У јануару 2019. године, одлуком Скупштине града Краљева, Глоговац је добио улицу, као и у насељу Печеног.
У фебруару 2019. године за издавачку кућу Лагуна, новинарка Татјана Њежић и Удружење драмских уметника Србије објавили су књигу о Небојши Глоговцу, под називом Монографија: Небојша Глоговац. Књига је представљена на годишњицу смрти Глоговца, 9. фебруара 2019. године у Југословенском драмском позоришту. Истог дана, музичар и глумац Никола Пејаковић објавио је спот за песму Превише, који је снимио са Небојшом у пролеће 2017. године у хотелу Бристол у Београду, а режирао га је Петар Пашић.
Дана 1. јула 2018. године српски репери Микри Маус и Бвана објавили су песму Поново на шеми у којој је семплован глас Глоговца, док је глумио Симкета у филму До коске, а песма се нашла на албуму Ко ме то тамо пева. Крушевачки хип хоп састав Нови Закон снимио је песму у знак сећања на Небојшу Глоговца, док су у Ужицу, Смедеревској Паланци, Сокоцу, Добоју, Требињу, Краљеву, Невесињу, Новом Саду, Панчеву и Београду направљени мурали посвећени преминулом глумцу.
Навијачи Црвене звезде одали су му у више наврата почаст, а глумци серије Државни посао посветили су му једну епизоду серије.
Дана 20. фебруара 2019. године објављена је песма Диско Бетангин, са албума филма The Books of Knjige — Случајеви правде. Песму је компоновао Немања Недељковић Немус из нишког музичког састава Стерео банана, а на њој је семплован глас Глоговца.
На Светски дан позоришта, 27. марта 2019. године у позоришту Атеље 212, Удружење драмских уметника у сарадњи са предузећем Пошта Србије представило је нову серију поштанских маркица Великани српског глумишта, међу којима се нашла и маркица са ликом Глоговца.
У јуну 2019. године, Глоговчеви школски другари из основне школе „Јован Јовановић Змај” из Панчева покренули су петицију за допуну имена „Културног центра Панчево” именом Небојше Глоговца.
Током свечане доделе награда на 48. Софесту, 6. јула 2019. године жири фестивала доделио је Статуету „Слобода”, постхумно признање Небојши Глоговцу за улогу у филму Јужни ветар.
У августу 2019. године по Глоговцу је названа улица у нишком насељу Девети мај. У насељима Чортановци у општини Инђија и Врдник у општини Ириг такође постоје улице назване по Небојши Глоговцу.
Поводом 50 година од рођења Глоговца, у Културном центру Требиње је у периоду 30. до 31. августа 2019. године одржана дводневна манифестација „Дани Небојше Глоговца”, у оквиру које су о његовом животу говорили Војин Ћетковић и Раша Андрић, отворена је изложба фотографија „Небојша Глоговац”, промовисана књига „Монографија Небојша Глоговац” и приказан филм Година и један дан, српског редитеља и сценаристе Раше Андрића. Другог дана манифестације приказана је пројекција представе Хадерсфилд.
У септембру 2019. године, на дванаестом Лесковачком интернационалном фестивалу филмске режије, у оквиру пратећег програма представљена је Монографија: Небојша Глоговац, док је изложбени програм обележила поставка изложбе „Небојша Глоговац”.
Дана 1. јула 2020. године мурал посвећен Глоговцу у Ужицу је уништен, што је изазвало велику пажњу јавности и незадовољство поштовалаца глумца. Удружење драмских уметника Србије на челу са Војом Брајовићем, послало је протестно писмо градоначелнику Ужица Тихомиру Петковићу поводом овог случаја.  Заменик градоначелника Ужица Иван Станисављевић истакао је да ће Град Ужице финансирати осликавање новог мурала Глоговца, на другој локацији. Нови мурал Глоговца одрађен је у улици Димитрија Туцовића 101, у центру Ужица почетком августа 2020. године, а назван је „Сећање на мурал из улице Момчила Тешића”. Крајем августа 2020. године на зиду Културног центра „Небојша Глоговац” у Невесињу направљен је мурал у његову част.
Друга по реду манифестација „Дани Небојше Глоговца” одржана је 29. и 30. августа 2020. године, на летњој сцени Културног центра Требиње, где је специјални гост била Бранка Катић, српска глумица. Током манифестације приказани су филмови Убиство с предумишљајем и Мој јутарњи смех, док је пратећи програм фестивала чинила изложба фотографија „Небојша Глоговац” која је приказана на лед екрану током трајања фестивала.
У септембру 2020. године, Глоговац је добио улицу у Лесковцу. Суботички алтернативни ну метал бенд D ZOO објавио је 18. септембра 2020. године песму и спот Слепац прати слепог посвећену Глоговцу. Дана 26. септембра 2020. године на стамбеној згради у Сокоцу осликан је мурал Глоговца.
Дана 31. јануара 2021. године објављена је књига „Глоги”, коју је написао новинар, уредник и публициста Александар Ђуричић, а објавила ју је издавачка кућа Вукотић медија из Београда. У књизи се налазе сведочења Глоговцу блиских људи о његовом животу, као и његове песме.
Комисија за споменике и називе тргова и улица Скупштине Града Београда на седници одржаној 8. марта 2021. године, усвојила је иницијативу Југословенског драмског позоришта да се у Београду именује Сокак Небојше Глоговца. Предлог одлуке да део Улице Страхињића бана од Француске до Скадарске промени назив у Сокак Небојше Глоговца повучена је са дневног реда седнице одржане 12. марта 2021. године, са образложењем да предлог треба да се додатно размотри.
На Дан Југословенског драмског позоришта, 3. априла 2021. године и у част Глоговца који је био првак драме овог позоришта, први пут је додељена Награда „Небојша Глоговац” за изузетну уметничку креацију младог глумца, а добио ју је српски глумац Миодраг Драгичевић за улогу Каспара у истоименој представи.
Дана 24. децембра 2021. године у Галерији 73 на Бановом брду одржана је трибина „Београд за почетнике” под називом Како је живео, волео и плакао Небојша Глоговац. Гост трибине био је Александар Ђуричић, новинар и писац књиге „Глоги“, а ауторка и модераторка Смиљана Попов, новинарка и ауторка научно-популарног серијала „Београд за почетнике”.
На иницијативу Глоговца из 2017. године, Тамара Грујић, ауторка емисије Радна акција са Тамаром организовала је помоћ угроженим породицама у Републици Српској. Четврта сезона емисије емитована је у марту 2023. године, посвећена је Глоговцу, а у њој је представљена кућа његовог оца и деде у Невесињу где је провео део детињства.
Редитељ Радивоје Раша Андрић истакао је у емисији „Кец на једанаест” на ТВ каналу К1, да је филм Муње: Опет! посвећен Глоговцу. Његов лик пандура поменут је и у другом делу, а његови синови Милош и Гаврило се појављују у филму.
Комисија за називе делова насељених места одлучила је на седници одржаној 22. марта 2023. године, да се по Глоговцу назове једна неименована улица на ободу насеља Руменка.
Дана 10. августа 2023. године у оквиру манифестације Град театар у Будви, одржано је вече посвећено Глоговцу.
Изложба под називом „Небојша Глоговац (1969–2018) из позоришног албума” ауторке Мирјане Одавић отворена је 12. децембра 2023. године  у Музеју позоришне уметности Србије у оквиру циклуса посвећеног лауреатима глуманке награде Добричин прстен. Изложба је трајала до маја 2024. године.
У оквиру серијала „Филмске приче” у Краљеву, 6. фебруара 2024. године представљена је Монографија: Небојша Глоговац у Народној библиотеци „Стефан Првовенчани”.
Поводом празника Сретење, председник Републике Српске Милорад Додик одликовао је Глоговца Орденом части, 14. фебруара 2025. године.

## Филмографија
У каријери је имао 43 филмске и телевизијске улоге, 20 улога у телевизијским серијама и 7 у кратким филмовима. Појавио се у документарном филму Казна 1999. године, а остварио је допринос и у документарном филму Филм о филму Муње!, где је причао о својој улози полицајца и уопштено о филму, 2001. године. Године 2009. био је наратор у филму Довиђења, како сте?, а 2011. године појавио се у хумористичко-сатиричној краткој серији Упркос свему. Био је наратор у документарном филму Јего благодарије барон Врангел 2013. године, а 2016. године позајмио је глас у документарном филму Једначина са једном непознатом. Године 2014. појавио се у реклами за Алфа банку, а 2017. у реклами за Нектар пиво.
Позајмио је глас лику Едију у анимираном филму Технотајз: Едит и ја из 2008. године, као и глас у филму Гарфилд 2 из 2006. године, у улози краљевског мачка Принца.
|                   | 1980▼ | 1990▼ | 2000▼ | 2010▼ | 2020▼ | Укупно |
| ----------------- | ----- | ----- | ----- | ----- | ----- | ------ |
| Дугометражни филм | 0     | 6     | 12    | 20    | 0     | 38     |
| ТВ филм           | 0     | 3     | 2     | 0     | 0     | 5      |
| ТВ серија         | 2     | 1     | 5     | 11    | 1     | 20     |
| ТВ мини серија    | 0     | 0     | 0     | 1     | 0     | 1      |
| ТВ кратки филм    | 0     | 0     | 0     | 0     | 0     | 0      |
| Кратки филм       | 0     | 2     | 1     | 4     | 0     | 7      |
| Укупно            | 2     | 12    | 20    | 36    | 1     | 71     |

| Год.       | Назив                                  | Улога                     |
| ---------- | -------------------------------------- | ------------------------- |
| 1980-е▲    |                                        |                           |
| 1984.      | Приче из Непричаве                     | дечак                     |
| 1987.      | Бољи живот                             | Бобин школски друг        |
| 1990-е▲    |                                        |                           |
| 1993.      | Реквијем за један сан                  |                           |
| 1993.      | Рај                                    | Милошев пријатељ Биримић  |
| 1994.      | Вуковар, једна прича                   | Фадил                     |
| 1995.      | Убиство с предумишљајем                | Богдан Билогорац          |
| 1997.      | До коске                               | Симке                     |
| 1997.      | Покондирена тиква                      | Јован                     |
| 1998.      | Спаситељ                               | Верин брат                |
| 1998.      | Буре барута                            | таксиста                  |
| 1998—2002. | Породично благо                        | Златко Гавриловић         |
| 1998.      | Хотел Београд                          | Игор                      |
| 1999.      | Рањена земља                           | Марко                     |
| 2000-е▲    |                                        |                           |
| 2000.      | Небеска удица                          | Каја                      |
| 2001.      | Нормални људи                          | Тома                      |
| 2001.      | Муње!                                  | пандур                    |
| 2001.      | Бумеранг                               | Мики                      |
| 2002.      | Класа 2002                             | Небојша                   |
| 2002.      | Т. Т. Синдром                          | Ваки                      |
| 2002.      | Држава мртвих                          | Горазд Крањц              |
| 2004.      | Кад порастем бићу Кенгур               | таксиста Живац            |
| 2004.      | Лифт                                   | официр Првослав Гајин     |
| 2005.      | Кошаркаши                              | Жаре                      |
| 2005.      | Свадба                                 | ташта                     |
| 2006.      | Оптимисти                              | Др Мило Петровић          |
| 2006.      | Сутра ујутру                           | Маре                      |
| 2007.      | Клопка                                 | Младен                    |
| 2007.      | Хадерсфилд                             | Иван                      |
| 2008.      | Вратиће се роде                        | Борин и Перин отац        |
| 2008.      | Мој ујак                               | ујак                      |
| 2008.      | Кнежевина Србија                       | кнез Михаило Обреновић    |
| 2008—2011. | Мој рођак са села                      | отац Милутин              |
| 2009.      | Кењац                                  | Боро                      |
| 2010-е▲    |                                        |                           |
| 2010.      | Луд, збуњен, нормалан                  | Грдоба                    |
| 2010.      | Жена са сломљеним носем                | Гаврило                   |
| 2010.      | 72 дана                                | Дане                      |
| 2010.      | Бели, бели свет                        | Златан                    |
| 2010.      | Инструктор                             | таксиста                  |
| 2011.      | Игра истине                            | саобраћајац               |
| 2012.      | Изван сезоне                           | Ђино                      |
| 2012.      | Залет                                  |                           |
| 2012—2014. | Војна академија                        | Црни                      |
| 2012.      | Кад сване дан                          | Малиша                    |
| 2013.      | Отворена врата                         | Достојевски               |
| 2013.      | Артиљеро                               | Злаја                     |
| 2013.      | С/Кидање                               | Бојан                     |
| 2013.      | Жене са Дедиња                         | Емил                      |
| 2013.      |                                        | Лукас Гавран              |
| 2013—2014. | Драмска трилогија 1941—1945            | Драгољуб Дража Михаиловић |
| 2013.      | Кругови                                | Небојша                   |
| 2014.      | Бранио сам Младу Босну                 | Лео Пфефер                |
| 2014.      | Једнаки (сегмент Милан)                |                           |
| 2014.      | Сјене                                  | др Мартин Папенхајм       |
| 2014.      | Дјечаци из улице Маркса и Енгелса      | тата                      |
| 2014.      | Сторжина                               | Драган                    |
| 2015.      | За краља и отаџбину                    | Драгољуб Дража Михаиловић |
| 2015.      | Отаџбина                               | Боле                      |
| 2015.      | Енклава                                | Војислав Арсић            |
| 2015.      | Бранио сам Младу Босну (ТВ серија)     | Лео Пфефер                |
| 2016.      | Устав Републике Хрватске               | Вјеко Краљ                |
| 2016.      | Ослобођење Скопља                      | Душан                     |
| 2016—2018. | Убице мог оца                          | Јован Деспотовић          |
| 2017.      | Немањићи - рађање краљевине            | Вукан Немањић             |
| 2017.      | Сага о три невина мушкарца             | Дамјанов стриц            |
| 2017.      | Тихи кутак Христов                     | отац Жика                 |
| 2017.      | The Books of Knjige — Случајеви правде | Бледи Глобичић Прокопник  |
| 2018.      | Пет                                    | мајстор Цветко            |
| 2018.      | Заспанка за војнике                    | сељак                     |
| 2018.      | Јужни ветар                            | криминалац Голуб          |
| 2019.      | Мој јутарњи смех                       | видовњак Милош            |
| 2020-е▲    |                                        |                           |
| 2020.      | Јужни ветар (ТВ серија)                | криминалац Голуб          |

## Позоришне улоге
Од 1981. до 1987. године играо је у неколико представа у оквиру Дечије драмске групе Радио Београда. Од 1985. године играо био је члан и Атељеа младих у Панчеву, где је остао све до 1990. године. Прва представа у Атељеу младих у којој је играо била је Мушица, децембра 1989. године, а прву професионалну улогу оставио јер као Немац у комаду Живела слобода, 1990. године.
У Југословенском драмском позоришту, чији је члан био од 1996. године, имао је улоге у двадесет позоришних представа, за које је добио многобројне награде. Добио је стипендију 1996. године од стране Југословенског драмског позоришта и велики број престижних награда за улоге у позоришту.
Током каријере у позоришту играо је са подједнаким успехом класичне и савремене репертоаре, као и генерацијске улоге у представама које су обележиле једно доба. Осим улога у представама Југословенског драмско позоришта, играо је у комадима у Црногорском народном позоришту Рибарске свађе, Позоришту „Бошко Буха” Београд Сан летње ноћи, Театру Улисес Олуја и Пијана ноћ, Звездара Театру Контузов, Српска драма и представи Парабелум.
Сарађивао је са неким од најзначајнијих позоришних редитеља на Балкану, међу којима су Дејан Мијач, Слободан Унковски, Егон Савин, Душан Јовановић, Александар Поповски и многи други.
Његова прва озбиљна улога у позоришту била је у представи Велика пљачка, у режији Дејана Мијача, а прва у Југословенском драмском позоришту била је у представи Лажни цар Шћепан Мали, у улози сердара Ника Ђурова. Последња улога и последња одиграна представа у Југословенском драмском позоришту била је Хамлет, 13. децембра 2017. године.
| Премијера                        | Представа                       | Улога                                                     | Редитељ             | Позориште                       |
| -------------------------------- | ------------------------------- | --------------------------------------------------------- | ------------------- | ------------------------------- |
| децембар 1989.                   | Мушица                          | Сељак                                                     | Миленко Заблаћански | Атеље младих Панчево            |
| 1990.                            | Живела слобода                  | Немац                                                     |                     | Културни центар Панчево         |
| 7. март 1990.                    | Странац и стриптизета           |                                                           | Миленко Заблаћански | Атеље младих Панчево            |
| 9. августа 1992.                 | Велика пљачка                   |                                                           | Дејан Мијач         | Театар Гардош — Атеље 212       |
| 1992/1993.                       | Сцене из комедија и Жорж Данден |                                                           |                     | Крушевачко позориште            |
| 9. март 1993.                    | Чикашке перверзије              | Дени Шапиро                                               | Омар Абу ел Руб     | Позориште Славија               |
| 9. мај 1993.                     | Време чуда                      | Легеон                                                    | Радмила Војводић    | Атеље 212                       |
| 5. јун 1993.                     | Лизистрата                      |                                                           | Петар Зец           | Град театар                     |
| 23. јун 1993.                    | Тамна је ноћ                    | Ненад-Нени                                                | Егон Савин          | Установа културе „Вук Караџић"  |
| 24. јул/30. септембар 1993.      | Лажни цар Шћепан Мали           | Сердар Нико Ђуров                                         | Дејан Мијач         | Југословенско драмско позориште |
| 29. септембар 1993.              | Просјачка опера                 | Флич, Просјак, Роберт, Пречасни Кембел                    | Ивана Вујић         | Битеф театар                    |
| 27. јануар 1994.                 | Рођаци из најбољих дана         | Симо                                                      | Омар Абу ел Руб     | Југословенско драмско позориште |
| 5. март 1994.                    | Српска драма                    | Милан Срећковић                                           | Небојша Брадић      | Звездара театар                 |
| 3. децембар 1994/5. август 1995. | Троил и Кресида                 | Троил                                                     | Дејан Мијач         | Југословенско драмско позориште |
| 18. март 1995.                   | Буре барута                     | Андреј                                                    | Дејан Дуковски      | Југословенско драмско позориште |
| 7. мај 1996.                     | У потпалубљу                    | Владимир                                                  | Никита Миливојевић  | Југословенско драмско позориште |
| 30. децембар 1996.               | Полонеза Огињског               | Дима                                                      | Вида Огњеновић      | Југословенско драмско позориште |
| 28. мај 1997.                    | Салома                          | Млади Сиријац, Волтер Гренџерс, Рос, Јудејац, Назарећанин | Роман Виктјук       | Југословенско драмско позориште |
| 18. фебруар 1998.                | Парабелум                       | Младић                                                    | Никола Пејаковић    | Звездара театар                 |
| 16. фебруар 1999.                | Ближе                           | новинар Данијел Вулф                                      | Алиса Стојановић    | Југословенско драмско позориште |
| 30. новембар 2000.               | Златно руно                     | Симеон Њаго                                               | Небојша Брадић      | Београдско драмско позориште    |
| 25. април 2002.                  | Контузов                        | Контузов                                                  | Никола Пејаковић    | Звездара театар                 |
| 25. новембар 2002.               | Шине                            | Гадни                                                     | Слободан Унковски   | Југословенско драмско позориште |
| 13. март 2003.                   | Вишњик                          | Лопахин Јермолај Алексејевич                              | Александар Поповски | Народно позориште у Београду    |
| 24. октобар 2003.                | Молијер — још један живот       | Шарл Варле де Лагранж                                     | Душан Јовановић     | Југословенско драмско позориште |
| 27. новембар 2004.               | Италијанска ноћ                 | Карл                                                      | Паоло Мађели        | Југословенско драмско позориште |
| 26. фебруар 2005.                | Хадерсфилд                      | Иван                                                      | Угљеша Шајтинац     | Југословенско драмско позориште |
| 3. март 2007.                    | На дну                          | Васка Пепел                                               | Паоло Мађели        | Југословенско драмско позориште |
| 10. август 2007.                 | Пијана ноћ 1918.                | Пуковник Весовић                                          | Ленка Удовички      | Тетар Улисес                    |
| 4. децембар 2007.                | Барбело, о псима и деци         | Две луталице, само једном                                 | Дејан Мијач         | Југословенско драмско позориште |
| 9. мај 2008.                     | Замак                           | К.                                                        | Никола Завишић      | Југословенско драмско позориште |
| 20. новембар 2009.               | Како вам драго                  | Жак                                                       | Слободан Унковски   | Југословенско драмско позориште |
| 8. мај 2010.                     | Сабља димискија                 | Тика Рођа, газда кафане                                   | Горан Шушљик        | Установа културе „Вук Караџић"  |
| 9. јун 2010.                     | Метаморфозе                     | Тиресија, Тереја, Кинарис                                 | Александар Поповски | Југословенско драмско позориште |
| 23. јул 2010.                    | Олуја                           | Калибан, дивљак и роб                                     | Ленка Удовички      | Тетар Улисес                    |
| 9. април 2012.                   | Сумњиво лице                    | Јеротије Пантић                                           | Јагош Марковић      | Југословенско драмско позориште |
| 26. јун 2012.                    | Рибарске свађе                  | Исидор, истражилац криминала                              | Ана Вукотић         | Црногорско народно позориште    |
| 7. март 2014.                    | Уносно место                    | Досужев                                                   | Егон Савин          | Југословенско драмско позориште |
| 6. новембар 2014.                | Сан летње ноћи                  | Оберон                                                    | Ђурђа Тешић         | Народно позориште у Београду    |
| 13. фебруар 2015.                | Разбијени крчаг                 | Адам                                                      | Игор Вук Торбица    | Југословенско драмско позориште |
| 4. април 2015.                   | Ромео и Јулија                  | Капулет                                                   | Предраг Манојловић  | Радионица интеграције           |
| 17. септембар 2016.              | Хамлет                          | Хамлет                                                    | Александар Поповски | Југословенско драмско позориште |

## Награде и признања
- Плакета пријатељу клуба Интернационалне полицијске асоцијације Бијељина.
- Признање Херој 2018. на четвртом витешком турниру Just out, Деспотовац (постхумно).[163]
- По Глоговцу је назван Дом културе у Невесињу.[169]
- У градском језгру Краљева је названа улица по Глоговцу, као и у насељу Печеног у околини Краљева.[175]
- У насељу Девети мај у Нишу и у Лесковцу назване су улице по Глоговцу.[198]
- У насељима Руменка у Новом Саду, Чортановцима у општини Инђија и Врдник у општини Ириг назване су улице по Глоговцу.[199][200][234][235]
- Од 2021. године Југословенско драмско позориште додељује награду „Небојша Глоговац”.[260]
- Орден части Републике Српске (2025)[242][243]

### Филмске награде
- Награда Цар Константин за најбољу мушку улогу у филму Убиство с предумишљајем (1995)[90]
- Захвалница Кинолошке секције Факултета ветеринарска медицине Универзитета у Београду за сарадњу, Београд (1997)[261]
- Гран при Наиса за улоге у филмовима Небеска удица и Рањена земља на 35. Филмским сусретима, Ниш (2000)[262]
- Награда за најбољу мушку улогу у југословенском филму у 2000. години, за улогу Каје у филму Небеска удица, 9. Фестивал југословенског филма, Нови Сад (2000)[261]
- Награда за најбољу епизодну улогу, на 41. Филмским сусретима у Нишу за улогу у филму Сутра ујутру (2006)[263]
- Статуета „Слобода” за најбољу мушку улогу у филму Хадерсфилд у Сопоту (2007)[264]
- Гран при Наиса за улоге у филмовима Хадерсфилд и Клопка на 42. Филмским сусретима, Ниш (2007)[265]
- Награда за најбољу мушку улогу у филму Клопка на 14. међународном филмском фестивалу у Минску (2007)[266]
- Награда града Београда за филм и радио-телевизијско стваралаштво (2007)[267]
- Награда Горки лист за креативност и рад 2007. године, Хотел Хајат, Београд (2008)[268][269]
- Награда за најбољу мушку улогу у филму Клопка, Филмски фестивал у Милану (2008)[270]
- Награда за најбољу мушку улогу у филму Клопка, Филмски фестивал у Лијежу (2008)[270]
- Награда YU Fipresci за најбољег глумца претходне сезоне, за улоге у филмовима Клопка и Хадерсфилд (2008)
- Награда Златни витез, за споредну мушку улогу у филму Сутра ујутру, Москва (2008)[263]
- Гран при Наиса за улогу у филму Жена са сломљеним носем на 45. Филмским сусретима, Ниш (2010)[271]
- Ибис статуета за најбољу мушку улогу у филму Жена са сломљеним носем, Синема сити фестивал Нови Сад (2010)[272]
- Награда Сребрни делфин за улогу у филму Жена са сломљеним носем, 27. Интернационални филмски фестивал Фесторија, Лисабон (2011)[273]
- Оскар популарности 2011. за најбољег глумца 2010. године, Сава центар, Београд (2011)[274]
- Награда Горки лист пламен страсти, Опера и театар Мадленијанум, Београд (2012)[275]
- Признање Видовдански витез, Златиборско лето, Чајетина (2012)[276]
- Награда Ибис на 6. Синема сити фестивалу за најбољег глумца у филмова Кругови и Артиљеро (2013)[277]
- Награда за најбољег глумца, за улогу Небојше у филму Кругови, Казахстански Филмски фестивал (2013)[278]
- Награда Златна антена за најпопуларнијег глумца у ТВ серији Равна Гора, за улогу Драгољуба Михаиловића на 4. Федис фестивалу у Културном центру Чукарица, Београд (2014)[279][280]
- Награда Златни лешник, за најбољу мушку улогу у филму Устав Републике Хрватске на 9. LIFFE, лесковачком интернационалном фестивалу (2016)
- Златна арена за главну мушку улогу у филму Устав Републике Хрватске, на 64. Пула Филм Фестивалу (2017)[281]
- Награда SNGCI — Европски глумац године за улогу у филму Устав Републике Хрватске, на 18. Европском Филм Фестивалу у Италији (2017)[282]
- Награда за најбољег глумца у филму Устав Републике Хрватске, на 25. филмском фестивалу у Лондону (2017)[283]
- Повеља Леотар за немерљиви допринос промоцији националне културе Требиња кроз дугогодишња глумачка остварења, 5. Међународни фестивал медитеранског и европског филма (2017)[284]
- Гранд При награда на 52. Филмским сусретима у Нишу за улогу у филму Устав Републике Хрватске (2017)[285]
- Добричин прстен (постхумно) на прослави 70. рођендана Југословенског драмског позоришта, ЈДП, Београд (2018)[286]
- Награда за најбољег глумца у филму Устав Републике Хрватске (постхумно), Филмски фестивал јужне и источне Европе, Берлин (2018)[157]
- Специјална награда за глумачки допринос кинематографији (постхумно) на интернационалном филмском фестивалу Фортеца 31. јула 2018. године, за улогу у филму Устав Републике Хрватске, Котор (2018)[155]
- Награда Златни платан, за изузетан допринос евромедитеранској кинематографији, 6. Фестивал медитеранског и европског филма, Требиње (2018)[161]
- Награда за допринос филмској кинематографији, 12. филмски фестивал, Мостар (2018)[170]
- Специјално признање стручног жирија Статуета „Слобода”, за улогу у филму Јужни Ветар, Софест, Сопот (2019)[197]

### Позоришне награде
- Награда „Сестре Јанковић” за склоност ка комедији, Факултет драмских уметности у Београду[287][288][289]
- Награда „Стојан Дечермић — млади првак” (1995)[80]
- Награда Ардалион за улогу Владимира у представи у Потпалубљу, 1. Југословенски позоришни фестивал, Ужице (1996)[290]
- Стеријина награда за глумачко остварење за улогу у представи Златно руно, Стеријино позорје, Нови Сад (2001)[291]
- Награда Зоран Радмиловић најбољем глумцу фестивала за улогу Симеона Њага у представи Златно руно, Дани Зорана Радмиловића, Зајечар (2001)[105][292]
- Награда Милош Жутић за најбоље глумачко остварење у сезони за тумачење Симеона Њега у Златном руну (2002)[293]
- Награда Ардалион за улогу Гадног у представи Шине на позоришном фестивалу у Ужицу (2003)[294]
- Награда Новосадског отвореног универзитета за најбоље остварење по гласовима публике у представи Хадерсфилд, Стеријино позорје, Нови Сад (2005)
- Стеријина награда за глумачко остварење за улогу Ивана у представи Хадерсфилд, Стеријино позорје, Нови Сад (2005)
- Годишња награда Југословенског драмског позоришта за улогу у представи Хадерсфилд, Београд (2005)[80]
- Награда публике на Стеријином позорју, за улогу Ивана у представи Хадерсфилд, Нови Сад (2005)
- Награда Ардалион за најбољу мушку улогу у представи представи Хадерсфилд, на позоришном фестивалу у Ужицу (2005)
- Награда Милош Жутић за улогу Ивана у представи Хадерсфилд, Удружење драмских уметника Србије (2005)
- Награда Зоран Радмиловић најбољем глумцу Фестивала за улогу Ивана у представи Хадерсфилд, Дани „Зорана Радмиловића”, Зајечар (2006)[80]
- Гран при за најбољу мушку улогу за лик Ивана у представи Хадерсфилд, 24. Сусрети позоришта / казалишта Босне и Херцеговине, Брчко (2007)
- Специјална награда Рајфајзен банке за изузетан допринос високим уметничким стандардима, Југословенско драмско позориште, Београд (2007)
- Статуета „Давид Штрбац” за најбоље глумачко остварење за улогу Ивана у представи Хадерсфилд, Театар фест „Петар Кочић”, Бања Лука (2007)
- Награда Вељко Маричић за најбољу мушку улогу у представи Пијана ноћ 1918, 15. Међународни фестивал малих сцена, Ријека (2008)[295]
- Награда за најбољу мушку улогу за улогу Ивана у представи Хадерсфилд, 10. Театар фест, Добој (2008)
- Награда Град театра за улогу Ивана у представи Хадерсфилд, Будва (2009)[296]
- Специјална захвалница за посвећеност, труд, надахнуће и уметничку снагу поклоњену сцени Култ, Установа културе „Вук Стефановић Караџић” Београд (2009)
- Награда за најбоље глумачко остварење на 6. фестивалу медитеранског театра „Пургаторије”, заједно са Јеленом Ђокић, Тиват, за улогу у представи Метаморфозе (2011)
- Награда „Бранка и Млађа Веселиновић” за улогу Јеротија у комаду Бранислава Нушића Сумњиво лице (2012)[297]
- Најбољи глумац 20. Глумачке свечаности Миливоје Живановић, за улогу судије Адама у представи Разбијени крчаг, Југословенског драмског позоришта, Пожаревац (2015)[298]
- Годишња награда Југословенског драмског позоришта за улогу Адама у представи Разбијени крчаг, Београд (2015)[299]
- Награда Вељко Маричић за најбољу мушку улогу у представи Разбијени крчаг, 22. Међународни фестивал малих сцена, Ријека (2015)[300][301]
- Награда Иво Сердар, за најбоље прихваћену улогу од стране публике, 39. дани сатире Фадила Хаџића, Загреб (2015)[301][301][302][303]
- Статуета Ћуран за улогу Адама у представи Разбијени крчаг, 45. Дани комедије Јагодина (2016)
- Награда града Београда, за позоришну уметност и за улогу судије Адама у представи „Разбијени крчаг” (2016)[304]
- Награда „Бранка и Млађа Веселиновић” за улогу Хамлета, (2017)[305]
- Награда за лепоту говора Бранивој Ђорђевић, за улогу Луталице у представи Барбело о псима и деци (2017)[306]
- Награда Милош Жутић, постхумно за улогу Хамлета у истоименој представи (2018)[153]

## Занимљивости
- Брак са првом женом, Мином Глоговац склопио је 30. августа 1997. године на његов 28. рођендан.[45]
- У краткометражном српском и словеначком филму Свадба Петра Пашића из 2005. године, играо је мајку младожење, а глумац Никола Пејаковић био је у улози његовог мужа.[307]
- Возачки испит је полагао у Панчеву, а положио је тек из осмог пута.[308]
- Факултет драмских уметности у Београду уписао је на наговор глумца Миленка Заблаћанског, који га је охрабривао и спремао за пријемни. Заблаћански је Глоговца наговорио да се упише на глуму, након што је играо у његовој позоришној представи Мушица, у оквиру аматерског позоришта у Панчеву.[309][310]
- Првом сину рођеном 1999. године дао је име по свом деди Гаврилу, са којим је Небојша провео детињство, у Драмишеву, селу недалеко од Невесиња.[61]
- Награђиван је више од 50 пута, за допринос у филму и на позоришту, троструки је добитник Награде Милош Жутић и први глумац који је постхумно одликован Добричиним прстеном.[149]
- Иако је добијао велики број понуда да глуми у иностраним филмовима, одбијајо је, јер су се радње филмова сводиле на пропаганду против српског народа.[309]
- Прву оцену светских филмских критичара добио је 1998. године у магазину „Верајети”, након улоге таксисте у филму Буре барута. Критичари су Глоговца називали глумцем светског формата, какав је потребан Холивуду.[311] На филмском фестивалу у Берлину, где је филм Небеска удица учествовао у главном програму, критичари су хвалили глуму Глоговца, поредили га са Џорџом Клунијем и називали га словенским Томом Хенксом.[93] Позитивне критике добио је и од Џона Дејвиса, америчког филмског продуцента, за лик Мила Петровића у филму Оптимисти.[95][311]
- За улогу Вјекослава Краља у филму Устав Републике Хрватске, добио је седам награда, укључујући и Златну арену за најбољу улогу, док је за улогу Ивана у представи Хадерсфилд добио 10 позоришних награда.[312]
- Године 2017. проглашен је европским глумцем године на 18. Европском Филм Фестивалу у Италији.[313]
- Из Југословенског драмског позоришта истакли су да је Глоговац био водећи глумац своје генерације и један од најбољих у историји српског глумишта, који је једнако успешно играо класични репертоар, као и савремене генерацијске улоге у позоришним представама и филмовима.[314]
- На иницијативу организатора манифестације „Дани Бате Стојковића” Николе Џамића у „Парку сећања“ у центру Врњачке Бање засађено је стабло црвеног кестена у част Глоговца.[315][316]
- Други најчешће претраживани појам на Гугл интернет претраживачу у Србији током 2018. године био је Небојша Глоговац.[317]
- Значајан број млађих глумаца Глоговца је поменуо као свог узора[318][319][320][321][322][323][324][325][326]

## Смрт и сахрана
Глоговчево здравствено стање се нагло погоршало последњих дана децембра 2017. године. Због погоршања здравственог стања поново је примљен у Институт за онкологију и радиологију Србије у Београду, 24. јануара 2018. године.
Преминуо је, после кратке и једномесечне борбе са раком плућа у Институту за онкологију и радиологију Србије у Београду 9. фебруара 2018. године, у 49. години живота.
Комеморација поводом смрти одржана је 12. фебруара 2018. године у великој сали Југословенског драмског позоришта. Комеморација је почела снимљеним инсертом из представе Хамлет, последње коју је Глоговац одиграо, 13. децембра 2017. године. Директорка Југословенског драмског позоришта Тамара Вучковић Манојловић је након минута ћутања истакла да је Глоговац био велики глумац који је следио свој таленат и да је била радост и привилегија бити његов пријатељ.
Сахрана је почела опелом у 14 часова у цркви Светог Николе у оквиру комплекса Новог гробља уз хор Дивне Љубојевић. Сахрани је присуствовало више хиљада људи, а од колеге и пријатеља опростили су се Емир Кустурица, Драган Бјелогрлић, Наташа Нинковић, Дејан Бодирога, Сергеј Трифуновић, Војин Ћетковић, Слобода Мићаловић, Бранка Веселиновић, Власта Велисављевић и многи други.
Од Глоговца опростили су се и митрополит црногорско-приморски Амфилохије Радовић и отац Михаило, изасланик тадашњег патријарха српског Иринеја који су држали опело.
Шта се то догађа са човеком, зашто се рађамо овде на земљи? Ако је људски живот само тих педесетак година, има ли онда смисла тај људски живот? Без обзира која је улога човека на овом свету, био он патријарх, председник, краљ, глумац или нешто друго... Ако је у томе људски смисао, онда је проклет дан у којем се тај човек рађа. Човек је биће које је створено за вечност, непролазност, саздан по Божјем лику, а не по репатом мајмуну. У томе и јесте смисао нашег Небојше којег испраћамо данас. Његов истински живот се наставља данас и то је најлепша врлина покојног Небојше. Веровао је у бесмртност људског бића.— Амфилохије Радовић на сахрани Небојше Глоговца.
Сахрањен је у Алеји заслужних грађана на Новом гробљу у Београду поред Милорада Мандића.

## Рекли су о Глоговцу
Био је миран, мудар и крајње једноставан и истовремено компликован човек. То га је и чинило великим глумцем.— Рајко Грлић, хрватски режисер.
Био си један од хероја моје младости. Продавао сам твоје форе из филмова, питао се како си тако хладан као шприцер, а опет свима потребан.— Вукашин Марковић, српски музичар.
Имао је непоновљиве трансформације, деликатан приступ сваком лику, а у јавности био чист и достојанствен.— Милан Влајчић, књижевни и филмски критичар.
Откада сам га гледала у филму Убиство с предумишљајем, знала сам да се појавио велики глумац. Све оно што ће урадити касније на филму, у позоришту и на телевизији сврстало га је у великог европског глумца.— Милена Дравић, српска глумица.
Живо се сећам енергије, једноставности и убедљивости када је још био почетник. Мало је глумаца који су тако брзо и са таквом убедљивошћу постали звезде, у позоришту и на филму.— Егон Савин, српски позоришни редитељ.
Отишао је један од највећих у историји српског глумишта. Отишао је највећи глумац средње генерације целог региона. Отишао је добар човек, добар пријатељ и добар даса.— Драган Бјелогрлић, српски глумац, сценариста, режисер и продуцент.
Све уме. Све разуме. Плени. Велики и јак к’о планина. Луд. Недостижан. Имали смо част и срећу да живимо у његово време и да се хранимо његовом душом.— Љубомир Бандовић, српски глумац.
Био је најталентованији глумац који се у последње три деценије појавио на балканским просторима. Диван човек, једноставан, скроман, као што су и сви уметнички великани.— Горан Паскаљевић, српски редитељ, сценариста и продуцент
Небојша Глоговац је очаравао силином свог талента и несумњиво је био један од најбољих глумаца у Европи. Присуство Глоговца у нашим животима био је велики добитак за све нас.— Воја Брајовић, српски глумац.
Био је аутентичан и велики таленат. Имао је снажну личност, карактеристичну енергију, то га је највише одликовало. То је оно што га је по мени увек издвајало од других.— Ана Софреновић, српска глумица.

## Галерија
- Владислава Милосављевић и Небојша Глоговац у представи Разбијени крчаг (2015)
- Милош Самолов и Небојша Глоговац у представи Хадерсфилд
- Небојша Глоговац и Дамјан Кецојевић у представи Хадерсфилд, Југословенско драмско позориште, 16. новембар 2005. године